# Toskana
Die Toskana (italienisch Toscana, früher Etruria) ist eine Region in Mittelitalien. Sie grenzt im Norden an Ligurien und die Emilia-Romagna, im Osten an die Marken und an Umbrien und im Süden an Latium. Die Toskana gilt als historische Landschaft, bedeutende Kulturlandschaft und Kernland der Renaissance. Die mittelalterliche romanische Volkssprache der Toskana bzw. der Stadt Florenz, welche auch in den toskanischen Dialekten weiterlebt, ist eine wesentliche Wurzel der italienischen Standardsprache. Die Region ist landwirtschaftlich geprägt, hat allerdings auch mehrere städtische Zentren, die von Industrie, Handel und Dienstleistung, aber wegen ihrer geschichtlichen und kulturellen Bedeutung seit Jahrzehnten auch von Tourismus geprägt sind.
Der Name leitet sich von dem in der Antike dort ansässigen Volk der Etrusker ab, diese wurden von den Alten Römern auch Tusci genannt.

## Geografie
Die im Nordwesten der Apenninhalbinsel gelegene Toskana hat eine Fläche von rund 22.990 km² und 3.660.530 Einwohner (Stand 31. Dezember 2023). Die Hauptstadt ist Florenz. Weitere wichtige Städte sind Arezzo, Grosseto, Livorno, Lucca, Pisa, Pistoia, Prato und Siena. Hauptflüsse sind der Arno (im Norden) und der Ombrone (im Süden).
Die Toskana ist bekannt für ihre hügelige Landschaft, die sich besonders durch die vielen Pinien, Säulenzypressen, Olivenbäume und Weinreben auszeichnet. Ihr höchster Berg ist der Monte Prado (2054 m). Die Toskana hat Waldgebiete von 10.000 km2 Fläche. In ihrem Süden befindet sich ein großes Naturschutzgebiet, der Parco dell’Uccellina, mit außergewöhnlich seltener Flora und Fauna.
Der Toskanische Archipel umfasst neben Elba, der drittgrößten Insel Italiens, unter anderen auch die kleineren Inseln Giglio, Capraia, Pianosa, Montecristo, Giannutri und Gorgona.

### Landschaften
Zu den bekanntesten und beliebtesten Landschaften der Toskana zählen die Maremma im Süden, das Chianti-Gebiet zwischen Florenz und Siena sowie die Versilia-Küste im Nordwesten und die Etruskische Riviera, die sich von Livorno bis nach Piombino entlang der toskanischen Küste erstreckt. Im Norden wird die Toskana durch den Apennin, dessen Höhenzüge als Apuanische Alpen eine Höhe von knapp 2000 Metern und im Appennino Tosco-Emiliano von über 2000 Metern erreichen, begrenzt.
Weitere Landschaften sind das Gebiet des Monte Amiata, der Mugello, das Chianatal (Val di Chiana), die Lunigiana und Garfagnana, das Elsatal (Val d’Elsa) und Val d’Orcia (Orcia-Tal), die Montagnola Senese und die Crete Senesi sowie die Colline Metallifere und das Casentino.

## Politik

### Regionalrat
- PD: 23
- M5S: 2
- IV: 2
- FI: 1
- Lega: 8
- FdI: 5

Nach der Wahl wurden aus den 7 Parteien 6 Ratsgruppen gemacht. 4 Personen schlossen sich einer anderen Gruppe an. FdI ist von 6 auf 5 Sitze geschrumpft. Von den restlichen 3, die zuvor keiner Fraktion angehörten, haben sich zumindest 2 Lega angeschlossen. Die Partei war also nach der Wahl bei 5 Sitzen.

## Verwaltungsgliederung
Die Hauptstadt der Toskana ist Florenz. Die Region Toskana gliedert sich in neun Provinzen und eine Metropolitanstadt:

Provinzen und Metropolitanstadt Florenz in der Toskana

| Provinz bzw. Metropolitanstadt | Hauptstadt | ISO   | Gemeinden | Einwohnerzahl (31. Dezember 2023) | Fläche (km²) | Bevölkerungs- dichte (Einw./km²) |
| ------------------------------ | ---------- | ----- | --------- | --------------------------------- | ------------ | -------------------------------- |
| Arezzo                         | Arezzo     | IT-AR | 36        | 333.344                           | 3.235,15     | 103                              |
| Florenz                        | Florenz    | IT-FI | 41        | 988.785                           | 3.514,38     | 281                              |
| Grosseto                       | Grosseto   | IT-GR | 28        | 215.802                           | 4.503,12     | 48                               |
| Livorno                        | Livorno    | IT-LI | 19        | 326.315                           | 1.211,38     | 269                              |
| Lucca                          | Lucca      | IT-LU | 33        | 381.826                           | 1.772,81     | 215                              |
| Massa-Carrara                  | Massa      | IT-MS | 17        | 186.982                           | 1.156,33     | 162                              |
| Pisa                           | Pisa       | IT-PI | 37        | 417.674                           | 2.444,38     | 171                              |
| Pistoia                        | Pistoia    | IT-PT | 20        | 289.889                           | 964,98       | 300                              |
| Prato                          | Prato      | IT-PO | 7         | 259.921                           | 365,26       | 712                              |
| Siena                          | Siena      | IT-SI | 35        | 259.992                           | 3.821,22     | 68                               |
| Toskana                        | Florenz    | IT-52 | 273       | 3.660.530                         | 22.990,18    | 159                              |

## Wirtschaft

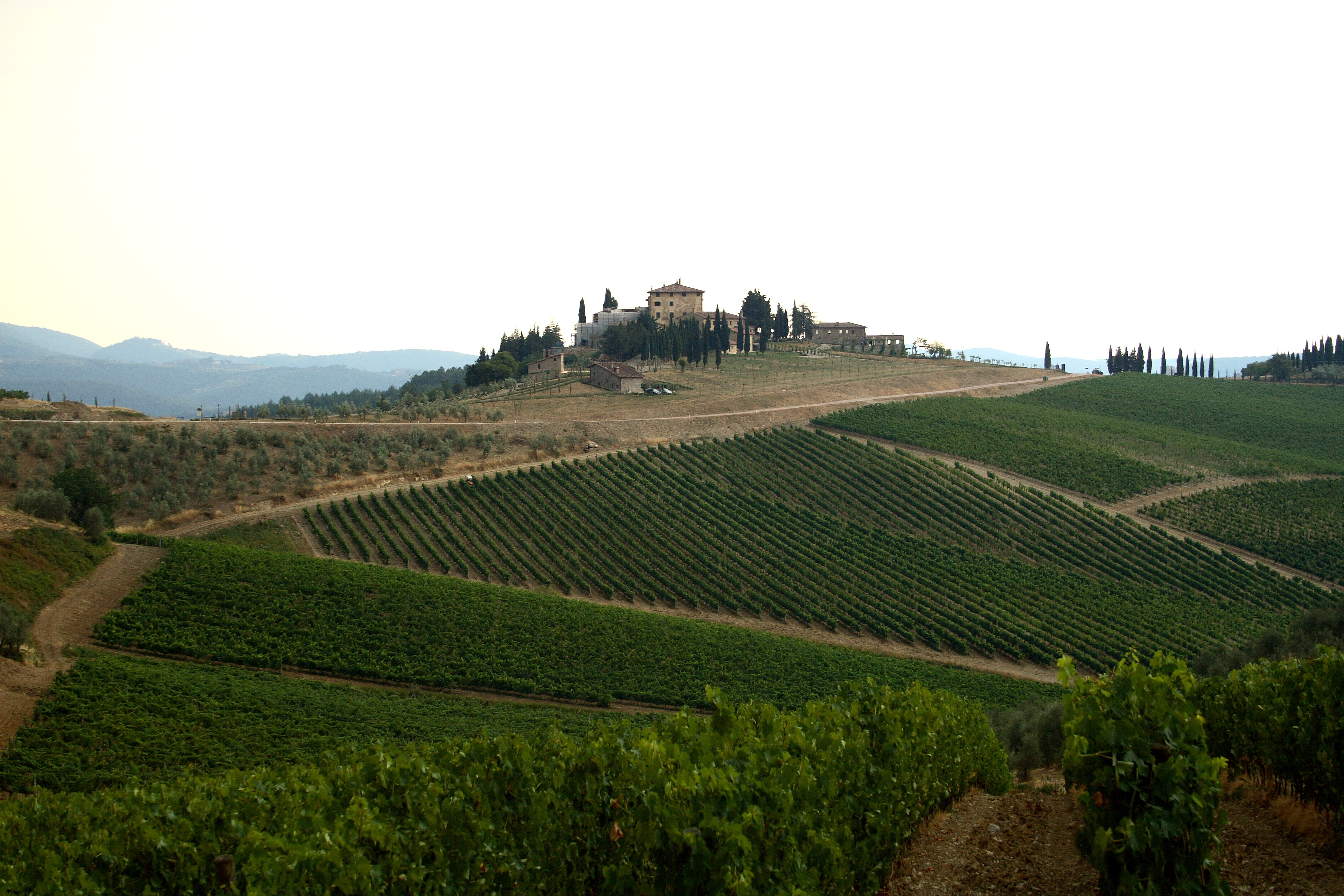
Wein- und Olivenanbaugebiet im Chianti

Die Wirtschaft der Toskana wird hauptsächlich durch Tourismus und Anbau von Wein und Gewinnung von Olivenöl sowie durch Kunsthandwerk geprägt. Zu den bekanntesten toskanischen Weinen zählen der Chianti, der Sassicaia, der Brunello di Montalcino, der Vino Nobile di Montepulciano. Ein weiterer wichtiger Wirtschaftsfaktor ist seit der Herrschaft der Etrusker die Stahlproduktion in der Gegend um Piombino. An Bodenschätzen finden sich Eisenerz, Pyrit, Zinkerz, Quecksilber, Marmor (aus Carrara und Massa) und Salz. Bergbau wurde hauptsächlich in der Gegend um Gavorrano und Ribolla betrieben. Die Rinderrasse Chianina, die größte der Welt, hat ihren Ursprung ebenfalls in der Toskana.
Die Toskana gehört zu den wohlhabendsten Teilen des Landes. Im Vergleich mit dem BIP der EU, ausgedrückt in Kaufkraftstandards, erreicht die Region einen Index von 105 (Durchschnitt EU-25: 100) (2015). Mit einem Wert von 0,903 erreicht die Toskana Platz 5 unter den 20 Regionen und autonomen Provinzen Italiens im Index der menschlichen Entwicklung.
Im Jahr 2017 betrug die Arbeitslosenquote 8,6 %.

## Geschichte

### Wappen
Blasonierung: In Rot ein nach links aufspringender, silberner Pegasus.

### Antike

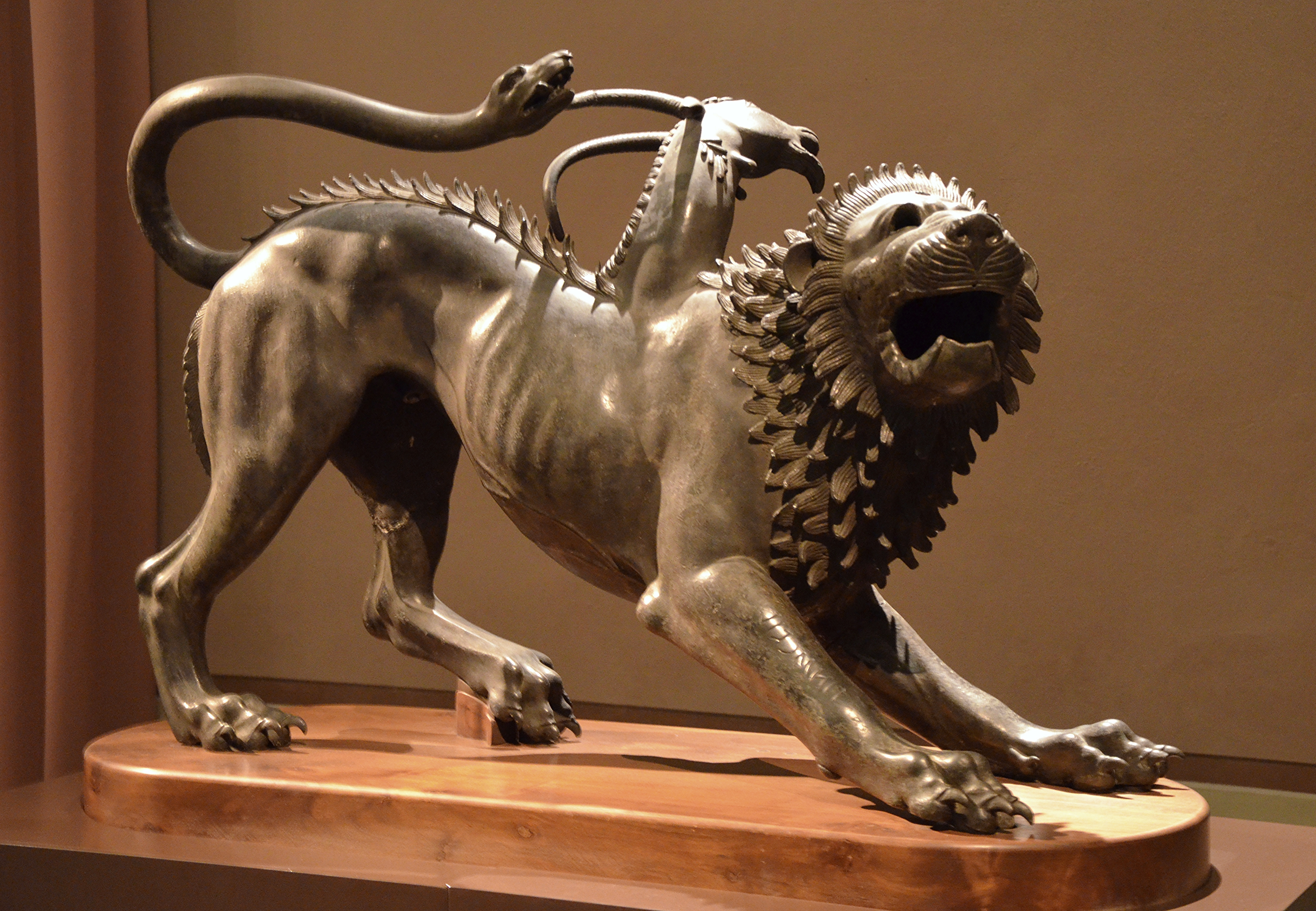
Die Chimäre von Arezzo, eines der bekanntesten Beispiele etruskischer Kunst (5. Jahrhundert v. Chr.)

Als Kerngebiet der Etrusker war Etrurien eines der bedeutenden Länder im Mittelmeerraum, bevor es vom 4. bis zum 1. Jahrhundert v. Chr. vom Römischen Reich schrittweise unterworfen und in die Römische Republik eingegliedert wurde.
Seit Kaiser Augustus bildete das Gebiet unter dem Namen „Etruria“ die siebente von elf Regionen, in die Italien zu administrativen Zwecken gegliedert worden war. Unter Kaiser Diokletian wurde es Ende des 3. Jahrhunderts mit Umbrien in der Provinz „Tuscia et Umbria“ vereinigt, ein Arrangement, das mindestens bis ins Jahr 400 andauerte.
Der römische Historiker Ammianus Marcellinus unterschied Ende des 4. Jahrhunderts zwischen „tuscia suburbicaria“ (südlich des Arno) und „tuscia annonaria“ (nördlich des Arno).

### Mittelalter
Nach dem Zusammenbruch des Weströmischen Reiches geriet Tuscia unter den Einfluss der Heruler, der Ostgoten, der Westgoten, des Byzantinischen Reiches und des Langobardischen Königreiches. Unter den Langobarden wurde „Tuscia Langobardorum“, bestehend aus den Bezirken Viterbo, Corneto und Bolsena, unterschieden vom weiter nördlich liegenden „Tuscia Regni“.
Mit der „Pippinischen Schenkung“ kam der südliche Teil (in etwa die heutige Provinz Viterbo) 754 zum Patrimonium Petri; der nördliche Teil wurde zur Markgrafschaft Tuszien.
Unter Karl dem Großen wurde der Name „Tuscia“ bzw. „Toscana“ auf die „Tuscia Regni“ eingeengt. Der fränkische Markgraf Bonifatius II. kämpfte um 828 in Afrika erfolgreich gegen die Sarazenen. Markgraf Adalbert I. ergriff die Partei Karlmanns gegen dessen Bruder Ludwig III. von Frankreich und erlitt in der Folge Exkommunikation und Inhaftierung. Adalbert II. der Reiche (Markgraf von Tuszien), der die ehrgeizige Bertha, Tochter des lotharingischen Königs Lothar II., heiratete, spielte eine prominente Rolle in der Politik seiner Zeit.
Ein nachfolgender Markgraf, Hugo der Große, wurde 989 auch Herzog von Spoleto. Die männliche Linie der Markgrafen endete mit Bonifaz II. (oder III.), der 1052 ermordet wurde. Seine Witwe Beatrix heiratete 1055 Gottfried, Herzog von Lothringen, und regierte das Land bis zu ihrem Tod 1076. Dann folgte ihr Matilda, ihr einziges Kind von ihrem ersten Ehemann. Matilda starb 1115 ohne Nachkommen und hinterließ all ihre umfangreichen Besitztümer zuerst der Kirche, setzte dann aber 1111 den Kaiser zu ihrem Erben ein. Daraus folgte eine lange Streiterei zwischen den Päpsten, die das Erbe beanspruchten, und den Kaisern, die sich einerseits auf das Erbe von 1111 beriefen, andererseits der Gräfin das Recht absprachen, über kaiserliche Lehen zu verfügen. Der Konflikt um die Mathildischen Güter ermöglichte es den größeren Städten der Toskana, allmählich ihre Unabhängigkeit zu gewinnen. Die wichtigsten dieser toskanischen Republiken waren Florenz, Pisa, Siena, Arezzo, Pistoia und Lucca. Die Markgrafschaft Tuszien, bildete unter den Staufern zusammen mit der Lombardei und der Markgrafschaft Verona das Königreich Italien im Heiligen Römischen Reich Deutscher Nation.

### Zeit der Stadtrepubliken

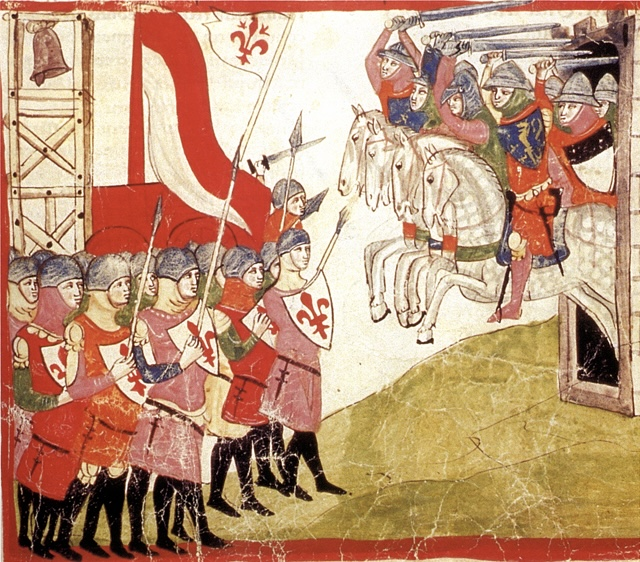
Darstellung der Schlacht von Pacino di Buonaguida (ca. 1280–1340)

Die florentinische Republik eroberte im 15. Jahrhundert wichtige toskanische Städte und wurde innerhalb der Toskana und Italiens immer dominanter. Siena besiegte im Jahr 1260 Florenz in der großen Schlacht von Montaperti, ohne dass Florenz dabei dauerhaften Schaden erlitt. Siena verlor seine Selbstständigkeit erst wieder im 16. Jahrhundert und wurde an das Herzogtum bzw. Großherzogtum Toskana angeschlossen. Lucca blieb noch bis über die Napoleon-Herrschaft hinaus unabhängig von der Toskana. Für eine detaillierte Darstellung dieses Teils der Geschichte, siehe auch Republik Florenz, Republik Siena, Republik Pisa

### Großherzogtum Toskana
Das Großherzogtum Toskana (italienisch Granducato di Toscana) entstand in dieser Form im 16. Jahrhundert unter Cosimo I. de’ Medici. Es war formal ein Lehen des römisch-deutschen Kaisers als Teil Reichsitaliens und gelangte 1737 mit dem Tod Gian Gastone de’ Medicis in den Besitz der Habsburger. Als Peter Leopold 1790 als Leopold II. Kaiser wurde, machte er das Großherzogtum  zu einer Sekundogenitur des Hauses Österreich-Lothringen. Mit Unterbrechungen während der Revolutionszeit und der napoleonischen Ära blieb das Großherzogtum bis zum Aufgehen im Königreich Italien im Jahr 1861 habsburgisch.

## Tourismus und Sehenswürdigkeiten

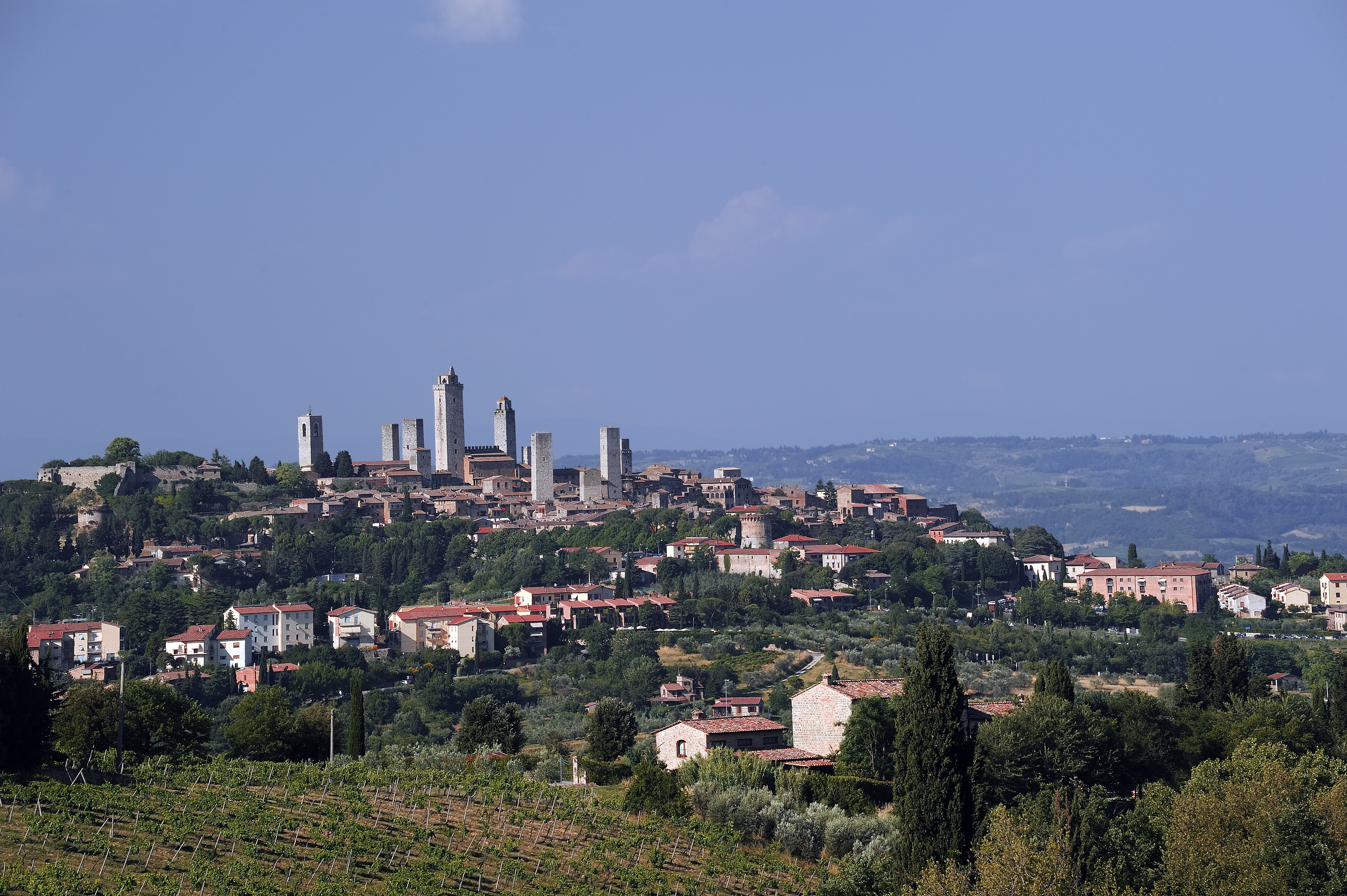
San Gimignano

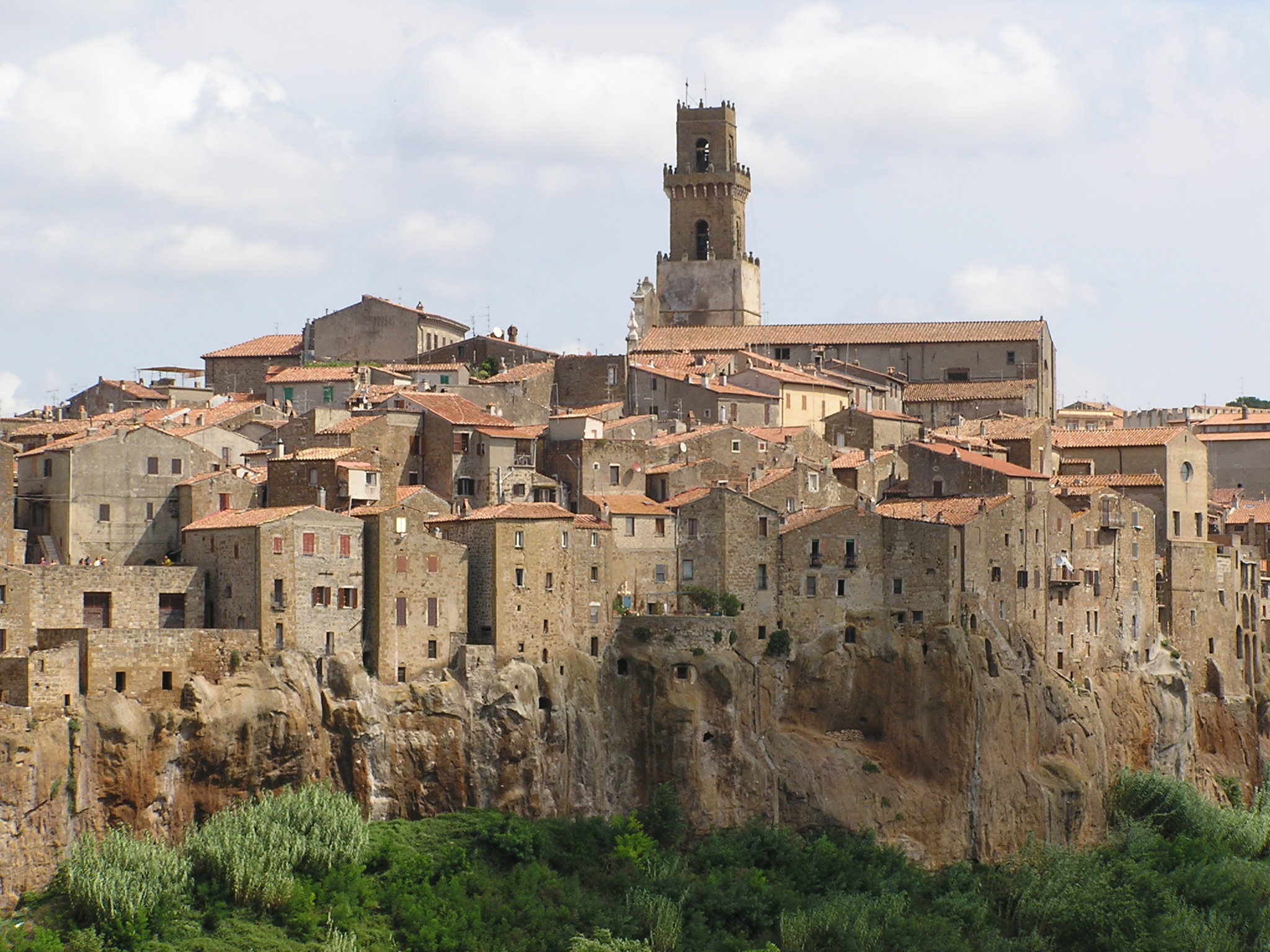
Blick auf Pitigliano (GR)

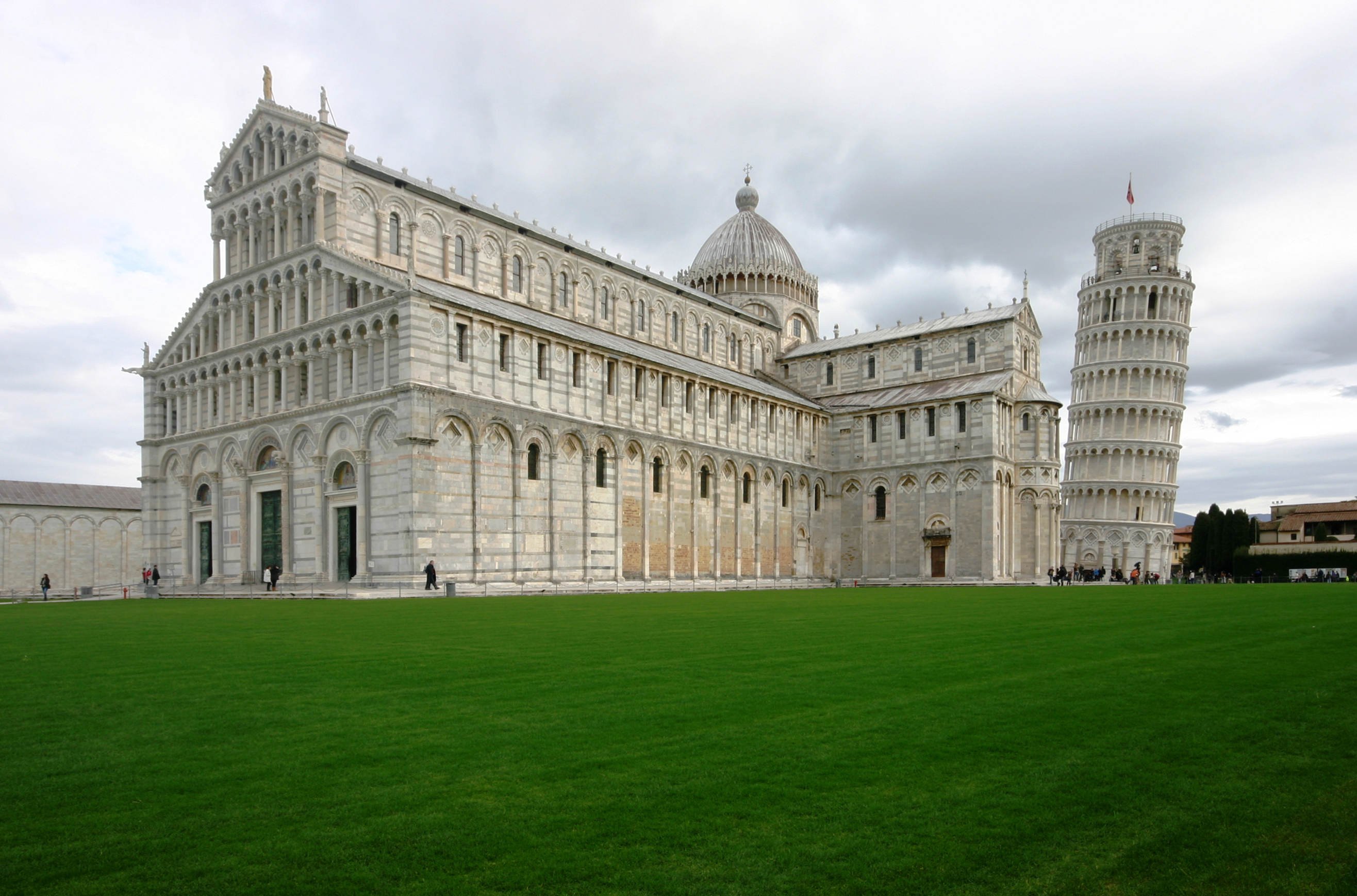
Dom und Schiefer Turm von Pisa

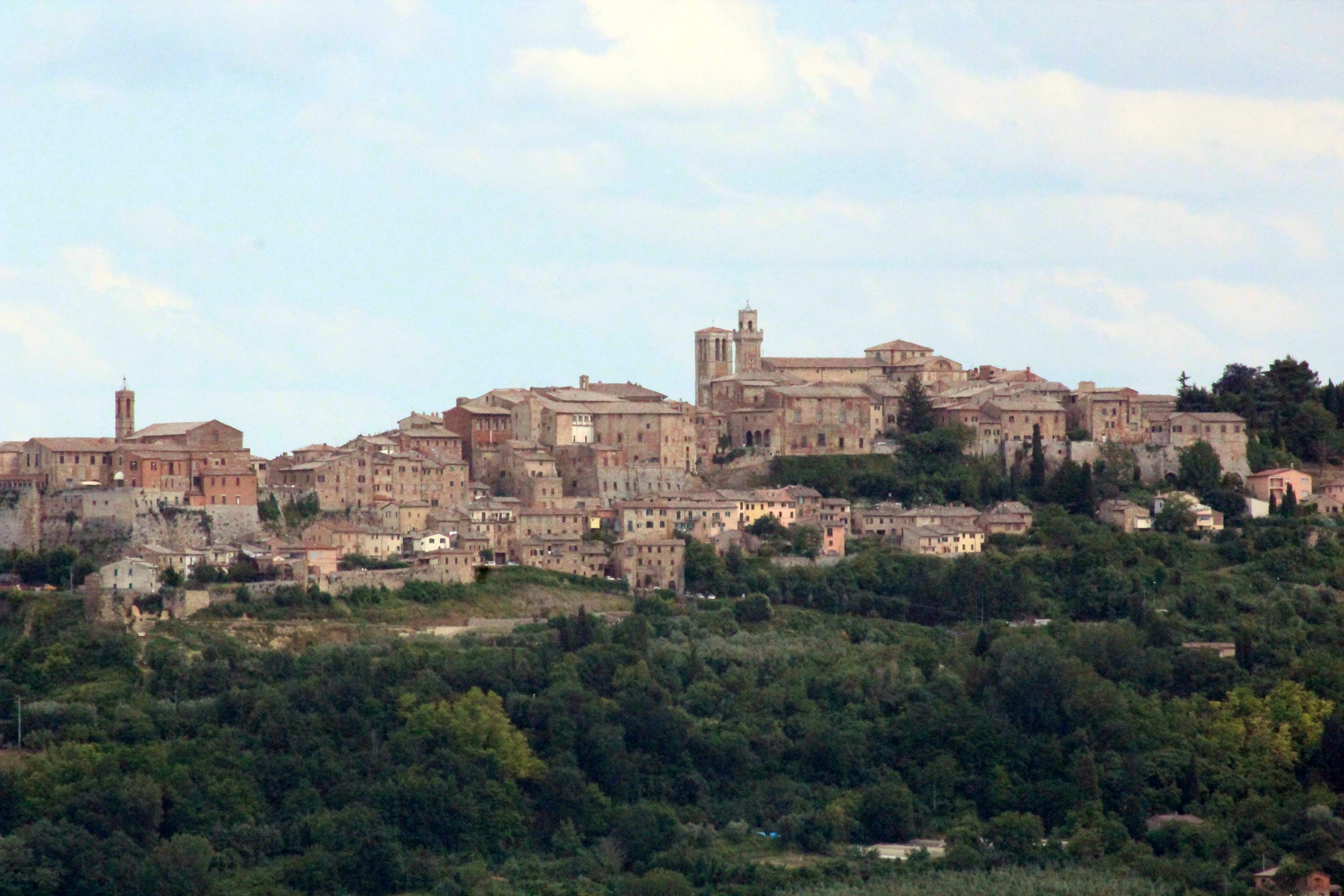
Montepulciano

Der Tourismus ist für die Bewohner der Toskana eine der wichtigsten Einnahmequellen. Die Toskana besitzt eine große Anzahl an historisch und kunstgeschichtlich bedeutsamen Städten, meist etruskischen Ursprungs. Hauptziel der Touristen ist Florenz mit dem Dom, den Uffizien, dem Ponte Vecchio und den vielen Renaissancepalästen. Aber auch Pisa, mit dem berühmten Schiefen Turm, Siena, mit dem alljährlichen Pferderennen namens Palio, sowie San Gimignano, ein von mittelalterlicher Architektur geprägter Ort, der zum Weltkulturerbe der UNESCO zählt, sind beliebte Stationen auf einer Kulturreise durch die Toskana.
Badetouristen finden gute Bedingungen an der Etruskischen Riviera und der Küste der Maremma entlang des Festlands sowie auf der Insel Elba, die über den Fährhafen Piombino erreicht werden kann. Die 397 km lange Küste der Toskana ist abwechslungsreich: Der nördliche Abschnitt, die Versilia, bietet lange, breite und vor allem feinsandige Strände. Der sich anschließende Teil, die etruskische Riviera, weist viele einsame Buchten auf, die zu Fuß oder mit dem Boot zu erreichen sind. Viel besuchte Seebäder sind Viareggio und Forte dei Marmi.
Vor der Küste liegt das Delfinschutzgebiet Tutela del Tursiops truncatus. Eine weitere Attraktion sind die vielen Thermalquellen der Toskana, besonders die Kurorte Montecatini Terme, Gambassi Terme, San Casciano dei Bagni, Bagno Vignoni, Rapolano Terme und Saturnia sowie das kleine Örtchen Bagni San Filippo.
Die Toskana erlangte als Synonym für hedonistische Lebensart eine gewisse Berühmtheit als bevorzugtes Reiseziel einer Gruppe linksliberaler deutscher Intellektueller („Toskanafraktion“).

### Städte alphabetisch sortiert (Auswahl)
| - Abbadia San Salvatore - Anghiari - Arezzo - Barberino Tavarnelle - Borgo San Lorenzo - Bibbiena - Calci - Capalbio - Carrara - Castiglione della Pescaia - Castiglion Fibocchi - Castiglion Fiorentino - Cecina - Certaldo | - Civitella in Val di Chiana - Colle di Val d’Elsa - Cortona - Empoli - Fiesole - Figline Valdarno - Florenz - Follonica - Fucecchio - Gaiole in Chianti - Greve in Chianti - Grosseto - Livorno - Lucca - Massa Marittima | - Massa - Montalcino - Monte Argentario - Montecatini Alto - Montecatini Terme - Monteriggioni - Montepulciano - Orbetello - Pienza - Poppi - Piombino - Pisa - Pistoia - Pitigliano | - Portoferraio - Prato - San Gimignano - San Miniato - San Quirico d’Orcia - Sansepolcro - San Vincenzo - Seggiano - Settignano - Siena - Viareggio - Vinci - Volterra |

## Galerie

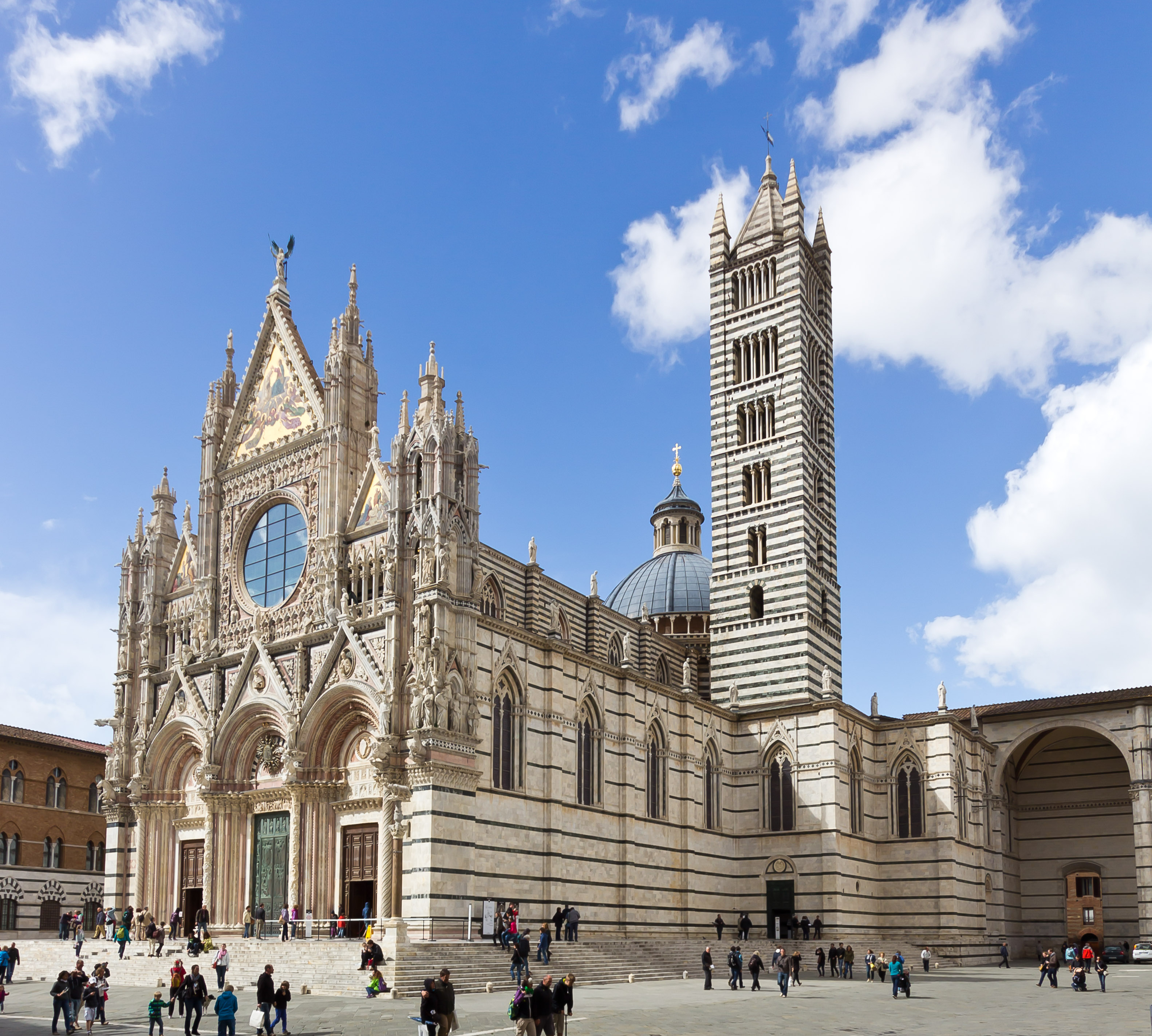
Der Dom von Siena
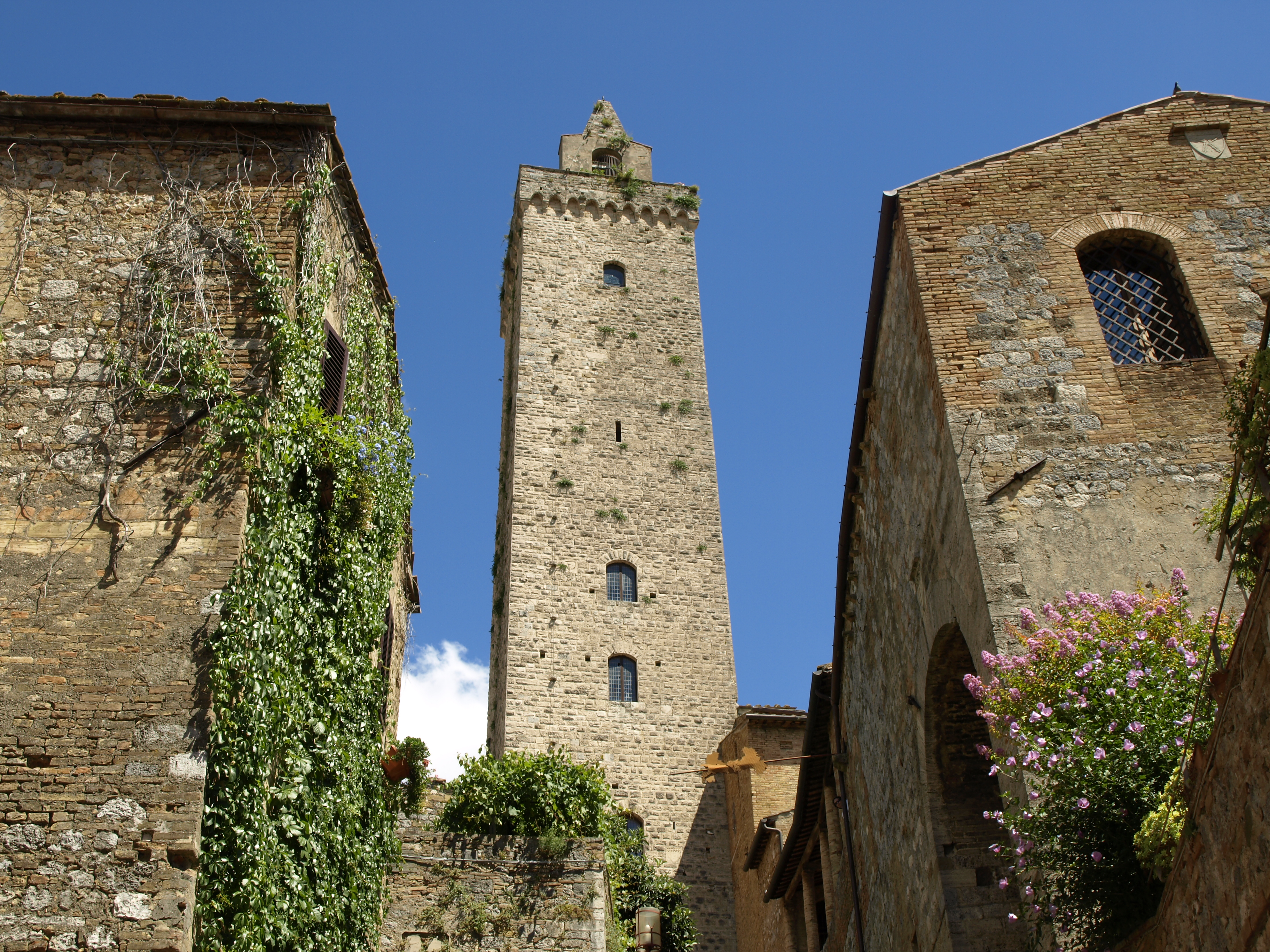
Der Rathausturm von San Gimignano
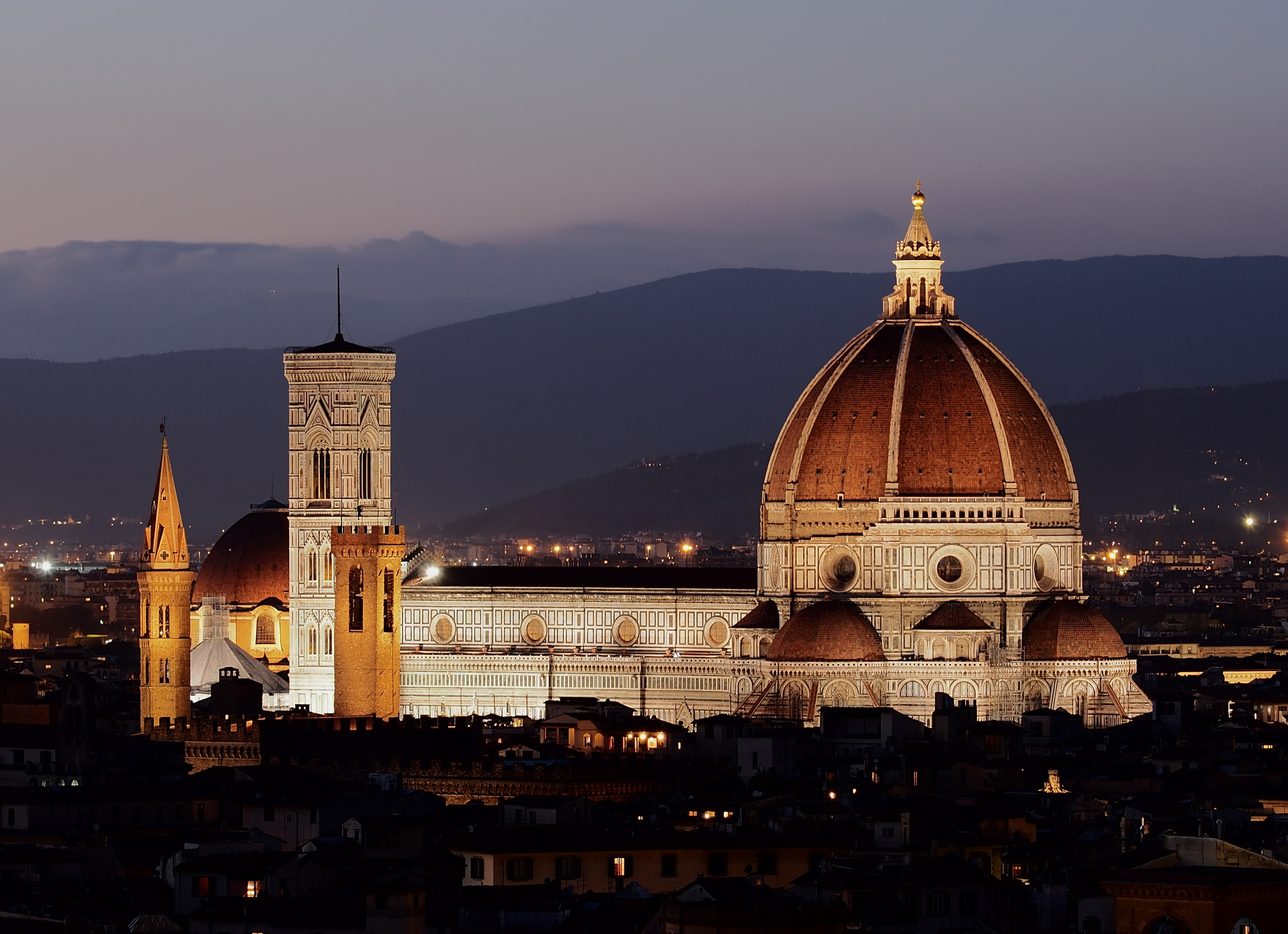
Die Kathedrale von Florenz gilt als eines der bedeutendsten Bauwerke der Renaissance.
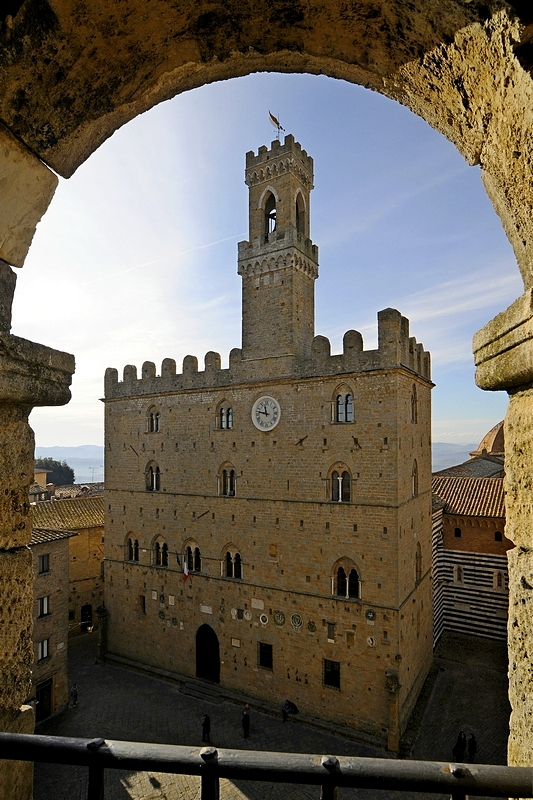
Palazzo dei Priori in Volterra
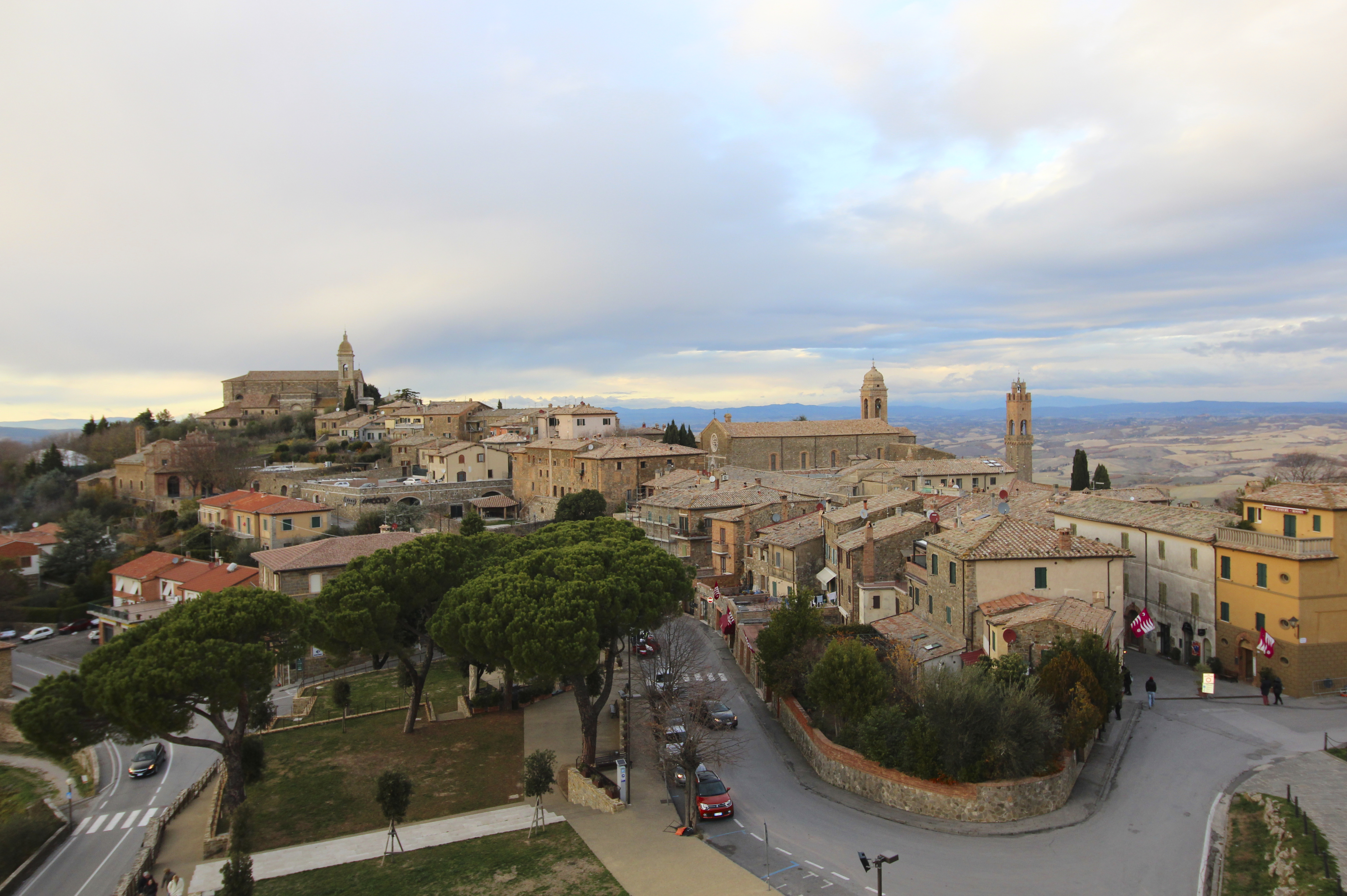
Stadtansicht von Montalcino
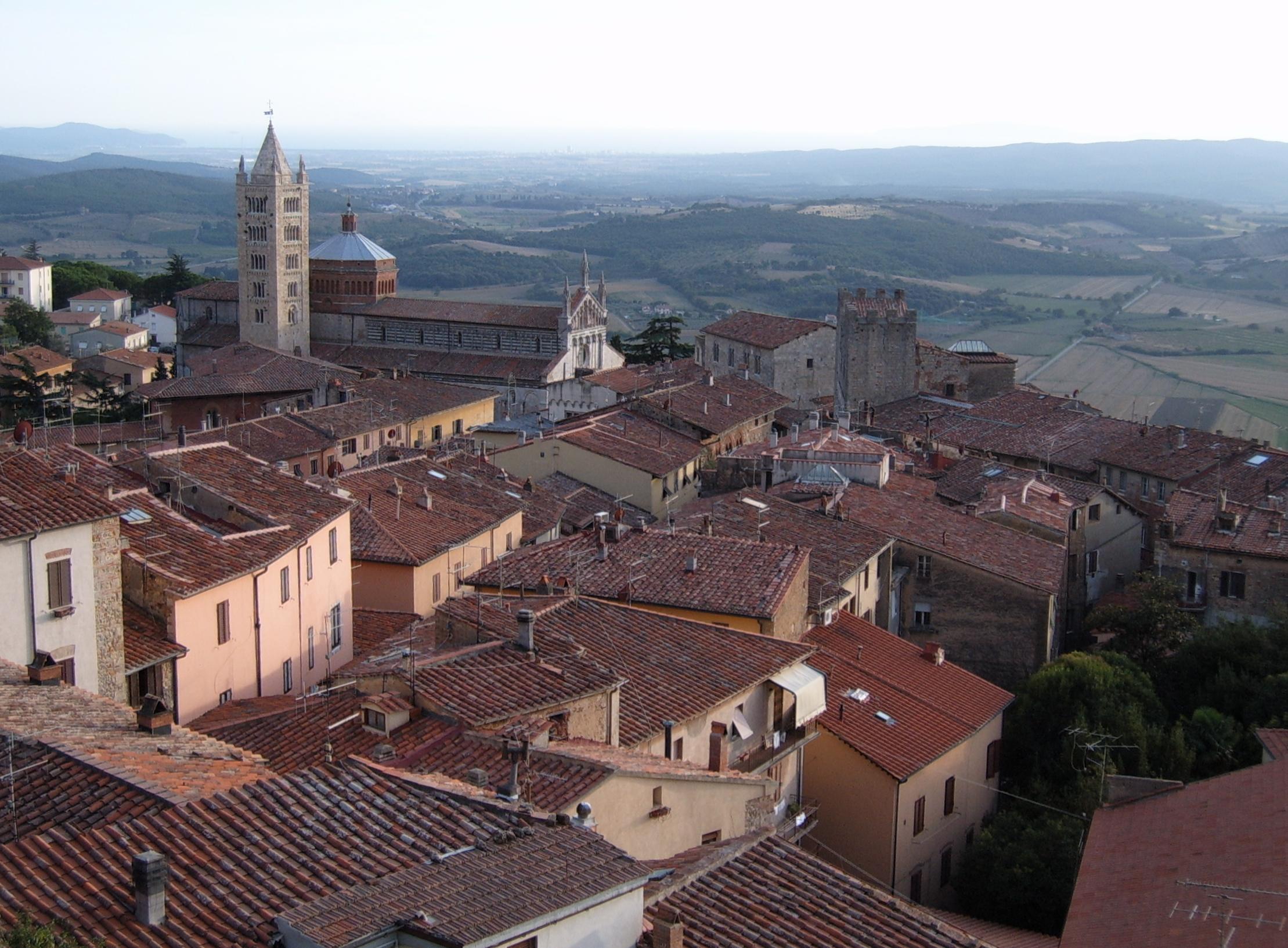
Altstadt Massa Marittima, Blick von der Burg auf die Stadt
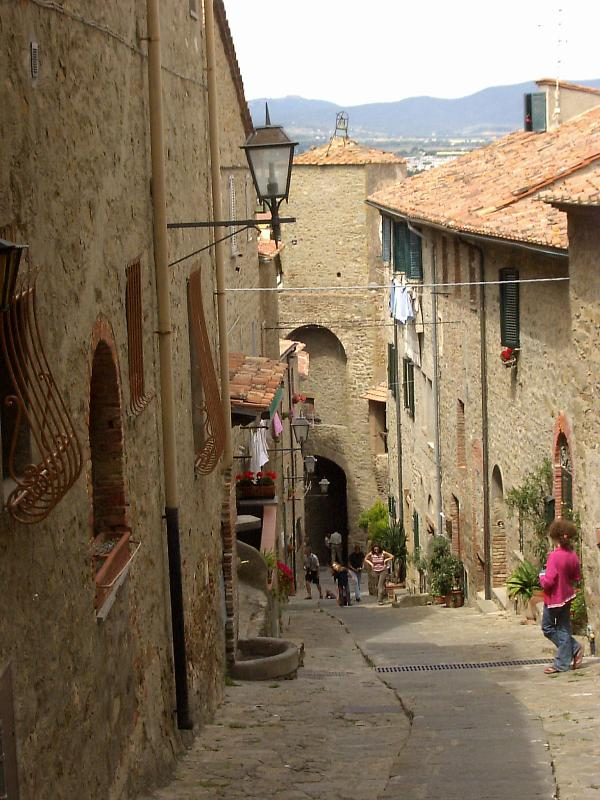
Die Altstadt von Castiglione della Pescaia (Maremma)
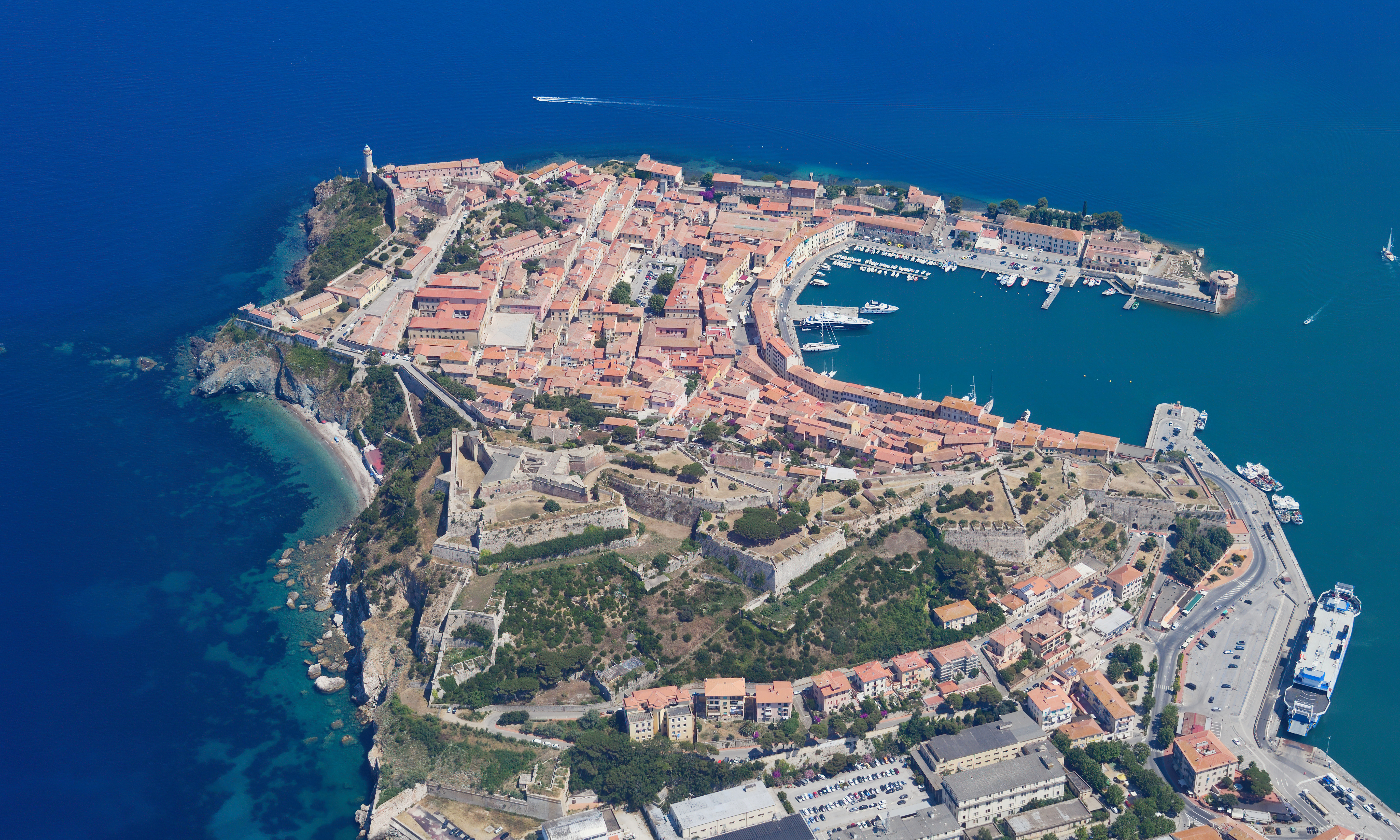
Portoferraio auf der Insel Elba
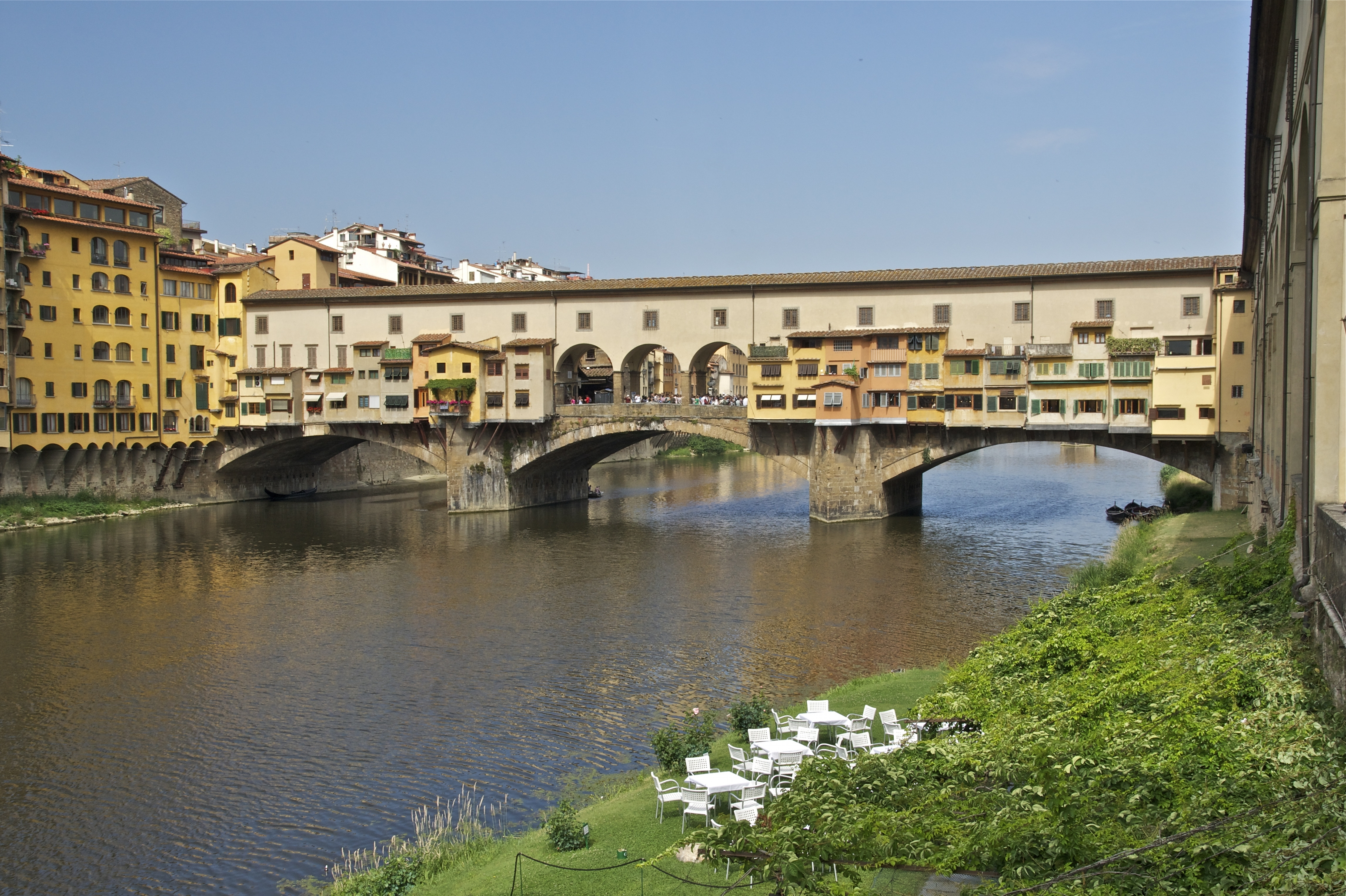
Der Arno und der Ponte Vecchio in Florenz
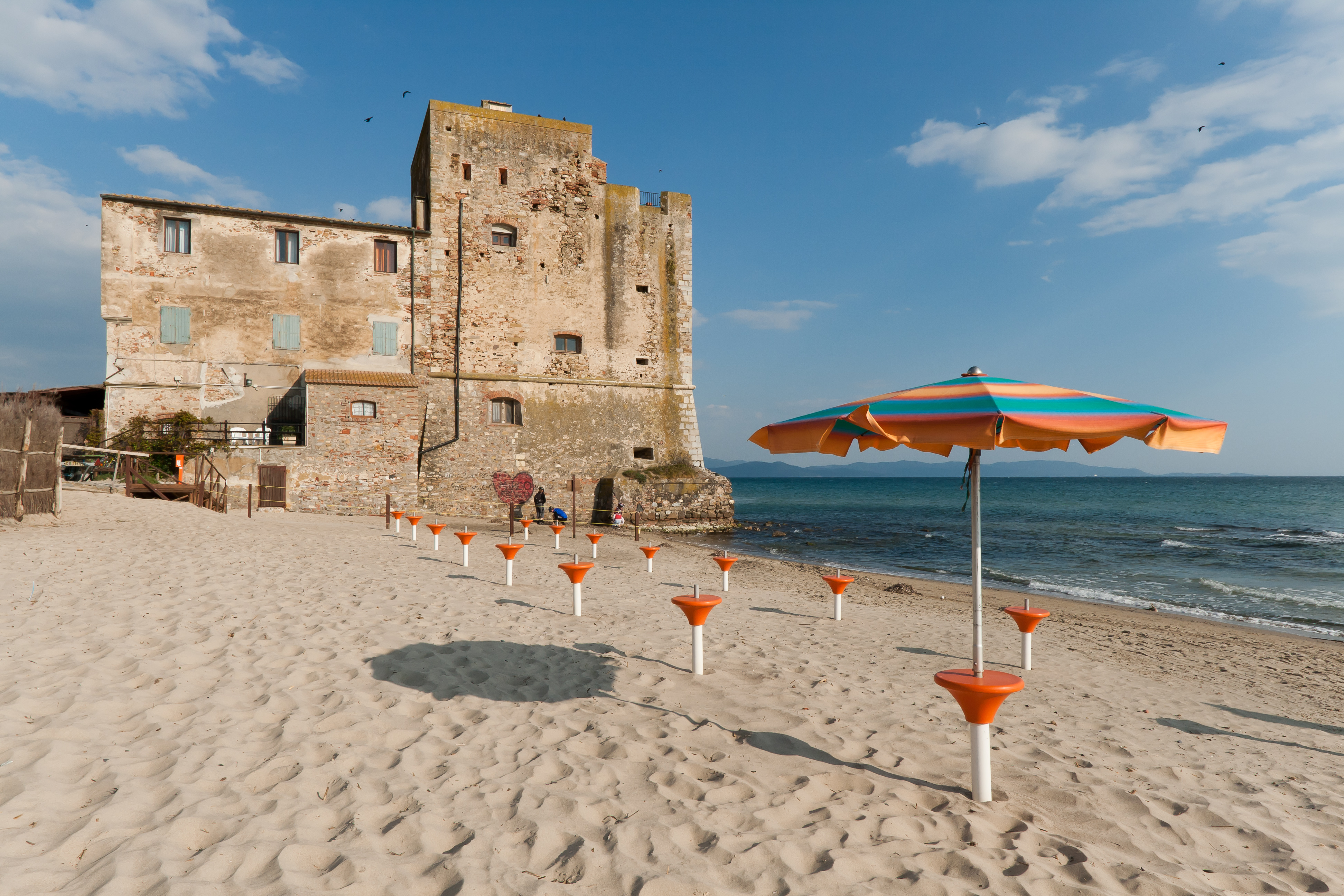
Torre Mozza am Strand des Golf von Follonica
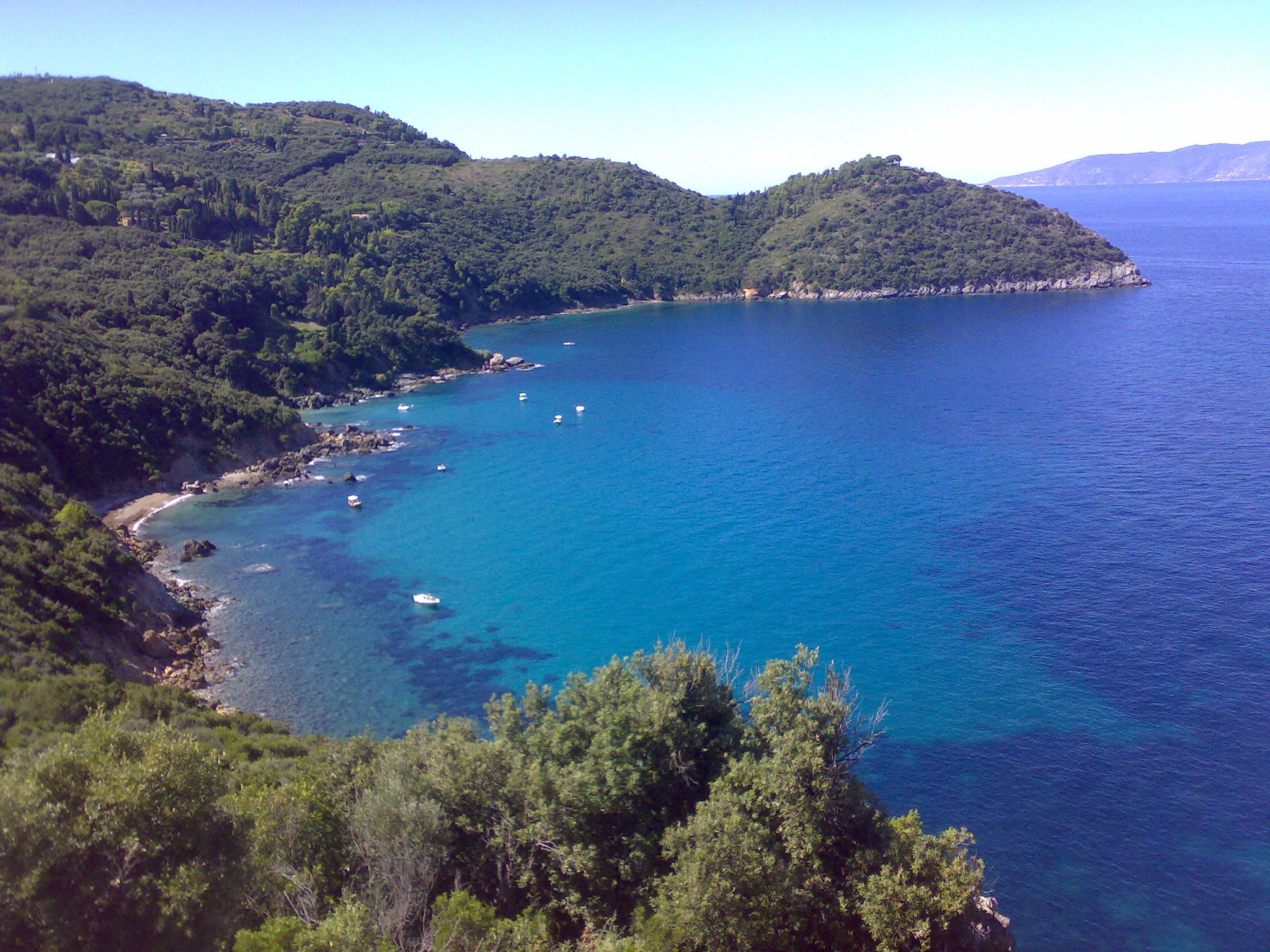
Monte Argentario
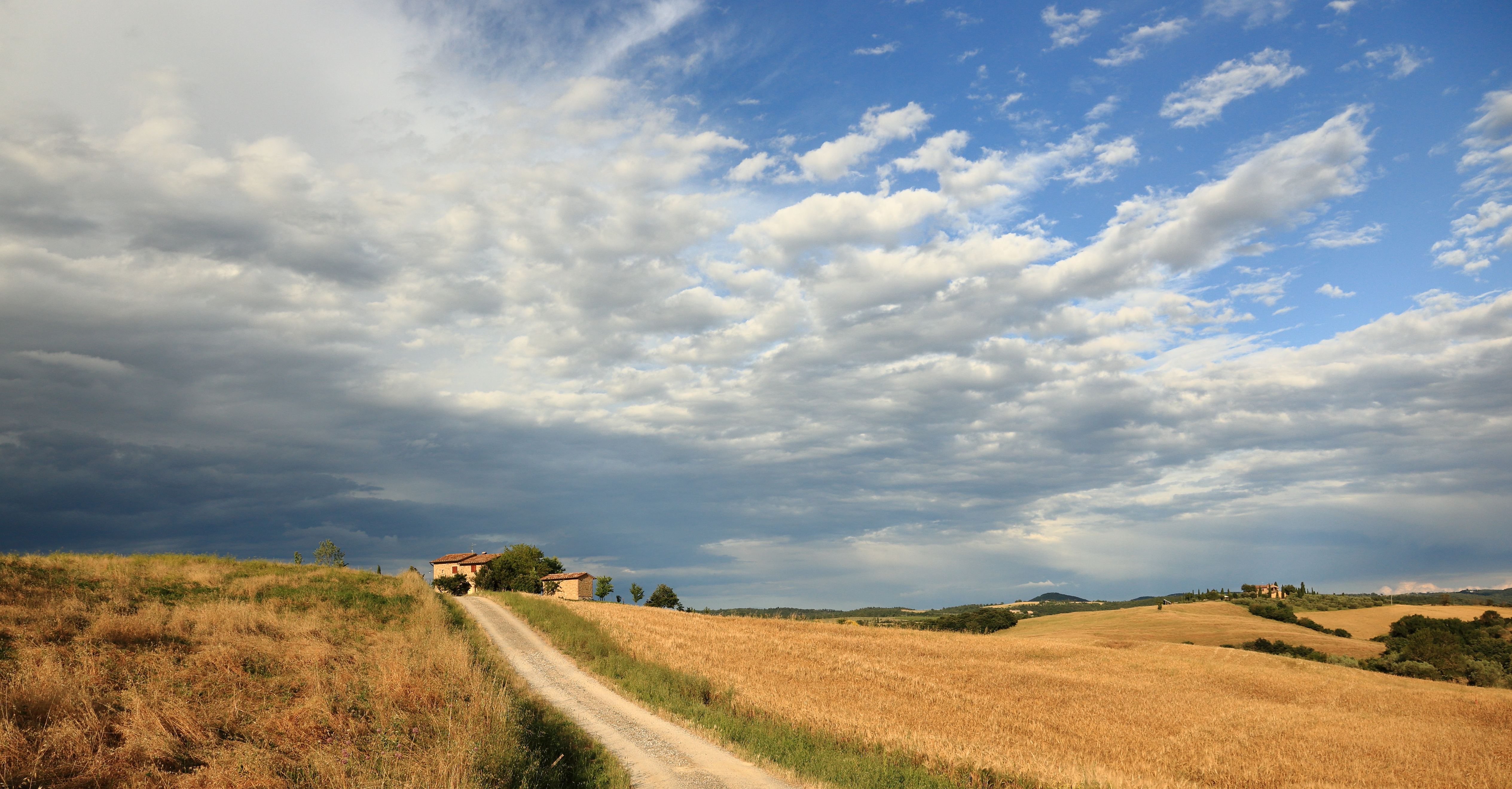
Landschaft im Orciatal
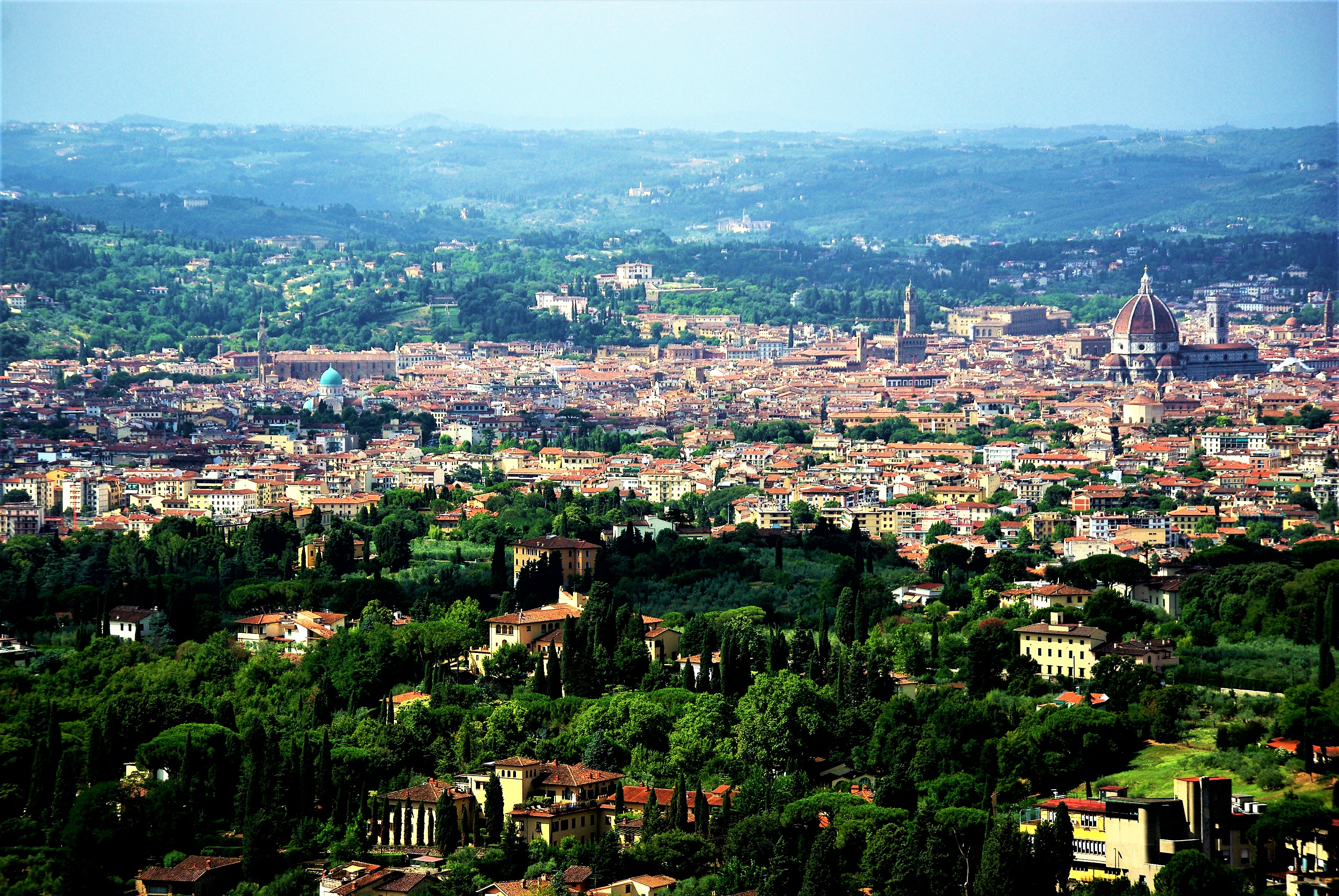
Blick über Florenz von Fiesole aus
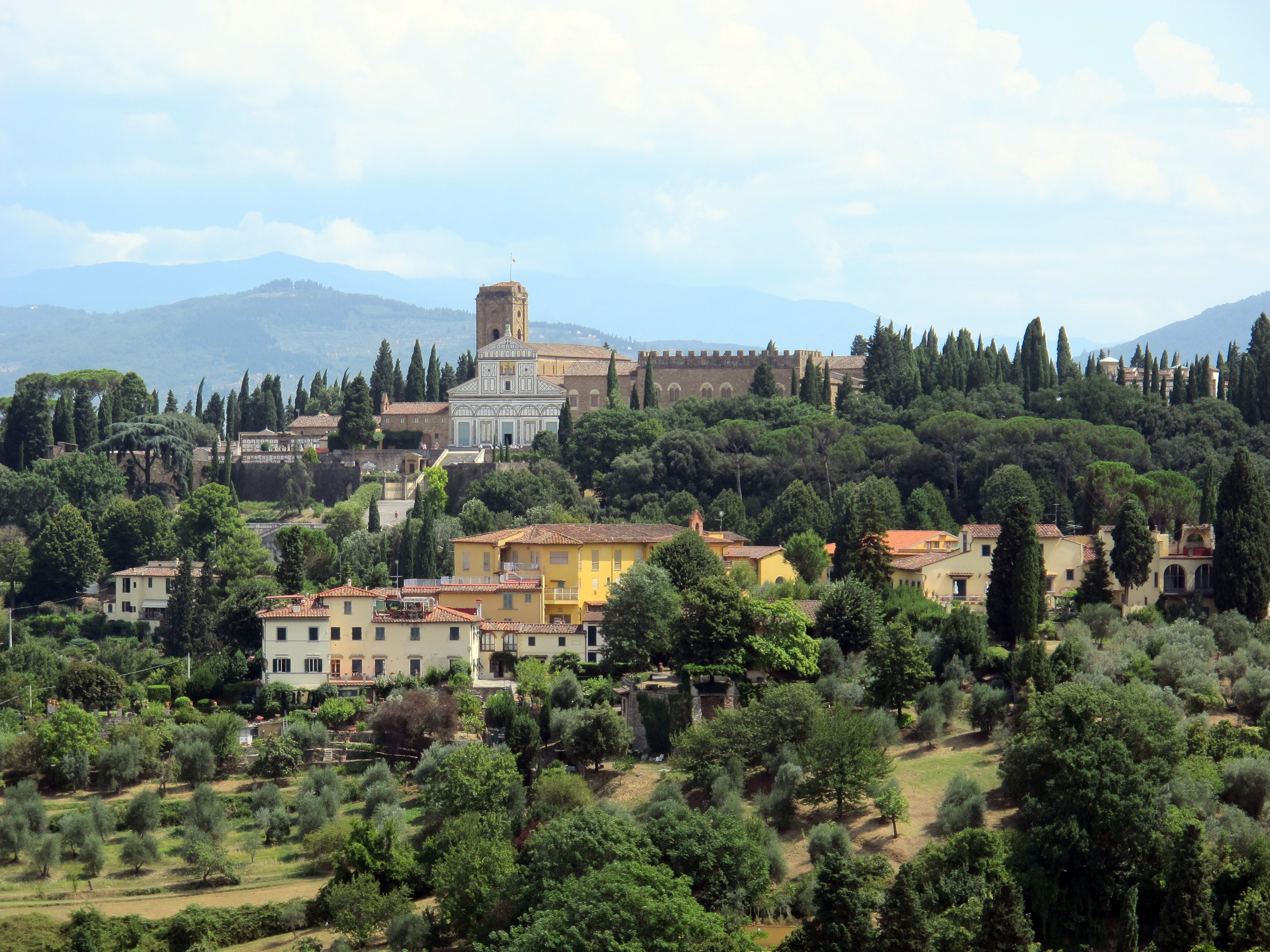
Blick über San Miniato al Monte bei Florenz

## „Toskana“ außerhalb Italiens
Etliche Regionalräume außerhalb Italiens werden wegen ihrer geologischen Ähnlichkeit mit der Toskana, ihrem milden Klima und ihrer vergleichbaren Vegetation als „Toskana“ bezeichnet.
Beispiele in Deutschland:
- Das Markgräflerland gilt als „Toskana Deutschlands“ (in Süddeutschland auch "Badische Toscana" genannt), ebenso auch die Weinbaugebiete in Rheinhessen.
- Die UNESCO-Biosphärenregion „Bliesgau“ im Saarland wird landläufig als „Toskana des Saarlandes“ bezeichnet.
- Der östliche Teil des Weimarer Landes um Bad Sulza in Thüringen wird gleichwertend als „Toskana des Ostens“ bezeichnet. Dies hat zu einer Partnerschaft der Orte Apolda und San Miniato, ausgehend von Letzterer, geführt, die als Partnerschaft auf die umgebende Gegend ausgedehnt wurde.
- Als Fränkische Toskana bezeichnet man eine Tourismusregion in Oberfranken im Landkreis Bamberg um die Gemeinden Litzendorf, Memmelsdorf und Strullendorf.

In Österreich wird das Weingebiet in der Südsteiermark „Steirische Toskana“ genannt.

### Archäologie
- Atlante dei siti archeologici della Toscana, L’erma di Bretschneider, Rom 1992.
- Emiliano Scampoli: Firenze, archeologia di una città (secoli I a.C.–XIII), Firenze University Press, 2010.
- Antonio Radmilli: Il popolamento umano dell’Arcipelago Toscano prima dell’età romana, Forli 1975, S. 899–916 (wissenschaftsgeschichtlich bedeutend). (online, PDF)
- Jean-Marc Irollo: Histoire des Étrusques – l’antique civilisation toscane VIIIe – Ier siècle av. J.-C. Perrin, Paris 2004, ISBN 2-262-02066-3
- Friedhelm Prayon: Die Etrusker. Geschichte – Religion – Kunst (= Beck’sche Reihe. C. H. Beck Wissen 2040). 1. Auflage. Beck, München 1996 (5. überarbeitete Auflage. Beck, München 2010).

### Geschichte
- Chiara Valdambrini: Una terra di mezzo. I Longobardi e la nascità della Toscana, SilvanaEditoriale, Mailand 2021.
- Didier Boisseuil: Le thermalisme en Toscane à la fin du Moyen Age – les bains siennois de la fin du XIIIe siècle au début du XVIe siècle. École Française de Rome [u. a.], Rome 2002, ISBN 2-7283-0574-9.
- Jean Boutier: Florence et la Toscane – XIVe – XIXe siècles; les dynamiques d’un État italien. Presses Univ. de Rennes, Rennes 2004, ISBN 2-86847-992-8
- Robert Davidsohn: Geschichte von Florenz. 4 Bde., Berlin 1896 ff. (deutschsprachiges Standardwerk, wenn auch veraltet).
- Gloria Fossi: Florenz – blühende Metropole der Toskana. Ein Begleiter durch Geschichte, Kunst und Kultur. Callwey, München 1987, ISBN 3-7667-0824-4
- John M. Najemy: A History of Florence 1200–1575. Blackwell 2006, Wiley 2008.
- Cinzio Violante: Economia, società, istituzioni a Pisa nel Medioevo. Dedalo, Bari 1980.
- Ulrich Wyrwa: Juden in der Toskana und in Preußen im Vergleich. Aufklärung und Emanzipation in Florenz, Livorno, Berlin und Königsberg in Preußen. Mohr Siebeck, Tübingen 2003.

### Kulturführer
- Mariella Sgaravatti Poli, Mario Ciampi: Künstlergärten in der Toskana. Hirmer, München 2005, ISBN 3-7774-2555-9
- Klaus Zimmermann: Toscana: das Hügelland und die historischen Stadtzentren. DuMont, Köln 1996, ISBN 3-7701-3556-3
- Sophie Bajard: Villen und Gärten der Toskana. Mit 230 Farbfotographien von Raffaello Bencini. 224 Seiten, Editiones Pierre Terrail, Paris 1992, ISBN 2879390583 + ISBN 9782879390581.